# Řepice
Řepice är en ort i Tjeckien. Den ligger i regionen Södra Böhmen, i den centrala delen av landet, 100 km söder om huvudstaden Prag. Řepice ligger 423 meter över havet och antalet invånare är 306.
Terrängen runt Řepice är huvudsakligen platt, men åt sydväst är den kuperad. Runt Řepice är det ganska tätbefolkat, med 207 invånare per kvadratkilometer. Närmaste större samhälle är Strakonice, 3,1 km sydväst om Řepice. Trakten runt Řepice består till största delen av jordbruksmark.